# Eugeni Trias i Sagnier
Eugeni Trias i Sagnier, conegut com a Eugenio Trías (Barcelona, 31 d'agost de 1942 – ibid., 10 de febrer de 2013) fou un filòsof català. És considerat, per bona part de la crítica, el pensador d'escriptura castellana més important des d'Ortega y Gasset.

## Trajectòria
Llicenciat en Filosofia per la Universitat de Barcelona el 1964, va prosseguir els seus estudis a Pamplona, Madrid, Bonn i Colònia. Les seves primeres obres recollien les idees bàsiques del nietzscheanisme francès. Des del 1965 va ser professor ajudant i després professor adjunt de Filosofia en les Universitats Central i Autònoma de Barcelona. El curs acadèmic 1972-73 es desplaça al Brasil i Argentina, en les universitats del qual imparteix cursos i conferències. El 1976 accedeix al lloc de professor adjunt d'Estètica i Composició a l'Escola Tècnica Superior d'Arquitectura de Barcelona, per invitació de Xavier Rubert de Ventós, amb qui formà el Col·legi de Filosofia l'any 1976. El 1986 obté la càtedra en aquesta facultat, on hi romandrà fins al 1992. Aquest any és nomenat professor de Filosofia a la Facultat d'Humanitats de la nova Universitat Pompeu Fabra de Barcelona, on continuà com a catedràtic d'Història de les Idees fins a la seva mort el 2013.

## Pensament
La seva concepció de la filosofia és unitària i enciclopèdica, ja que ha desplegat les seves principals idees en camps tan diferents com l'ètica, la reflexió cívic-política, l'estètica, la filosofia de la religió, la reflexió històrico-filosòfica, la teoria del coneixement i l'ontologia. Es pot dir que ha abordat pràcticament tots els camps per on la filosofia es pot desplegar. Però els seus àmbits preferencials han estat, sobretot, la filosofia de l'art i l'estètica, d'una banda, i la filosofia de la religió de l'altra, si bé ha intentat sempre que tot això derivés d'una concepció pròpia i personal de la filosofia, d'orientació ontològica, que sol ser identificada i reconeguda com a «filosofia del límit» (sobretot en la seva producció escrita i en el seu desenvolupament docent a partir de mitjans dels anys vuitanta). Molts dels seus llibres s'han convertit en referències ineludibles de la filosofia espanyola de l'últim mig segle. Obres seves com Tratado de la pasión, Lo bello y lo siniestro, Los límites del mundo o La edad del espíritu s'han constituït ja en obres clàssiques del pensament filosòfic d'aquests anys. La seva obra (de caràcters enciclopèdics) és considerada per la crítica com una de les fites filosòfiques més rellevants del pensament espanyol del segle xx. S'ha ponderat per la crítica la rellevància que en la seva obra adquireix la seva escriptura, el seu peculiar estil (en el qual el pensament filosòfic es manifesta portador d'antenes poètiques d'innegable valència literària). La seva obra constitueix, a més d'una molt rellevant aportació al patrimoni filosòfic espanyol, un ampli desplegament textual i d'escriptura que quedarà com un dels més sòlids exercicis de la seva generació en el terreny de la literatura filosòfica, o de l'escriptura que s'orienta cap al coneixement. Té publicats més de trenta llibres, alguns dels quals han assolit diverses edicions a Espanya i l'estranger. El seu primer llibre, La filosofía y su sombra, publicat el 1969, va ser saludat per la crítica com un veritable esdeveniment en el panorama filosòfic espanyol. Se'l va considerar «la filosofia d'una nova generació» (Josep Maria Carandell). En el seu llibre més recent, El canto de las sirenas –convertit en bestseller de no-ficció– planteja la necessitat d'efectuar un gir musical a la filosofia del segle xxi, en virtut del qual el pensament deixi de tenir el seu centre de gravetat en el llenguatge per passar a tenir-lo en arguments musicals, en presentar aquests la més fecunda síntesi de bellesa i coneixement.
La seva col·lecció bibliogràfica, que ell utilitzava com a biblioteca de treball per a la seva tasca assagística i filosòfica, i el seu arxiu personal van ser cedits de forma pòstuma pels seus familiars a la Biblioteca de la Universitat Pompeu Fabra. La mateixa universitat inaugurà, amb aquests fons com a part essencial, l'1 de desembre de 2015 el Centro de Estudios Filosóficos Eugenio Trías, el qual té com a missió fonamental afavorir i fomentar la investigació i difusió del seu pensament

## Obres i assaigs
- La filosofía y su sombra (1969)
- Filosofía y carnaval (1970)
- Teoría de las ideologías (1970)
- La dispersión (1971)
- Metodología del pensamiento mágico (1971)
- Drama e identidad (1973)
- El artista y la ciudad (1975)
- Meditación sobre el poder (1976)
- La memoria perdida de las cosas (1977)
- Tratado de la pasión (1978)
- El lenguaje del perdón (Un ensayo sobre Hegel) (1979)
- Lo bello y lo siniestro (1981)
- Filosofía del futuro (1984)
- Los límites del mundo (1985)
- La aventura filosófica (1987)
- Lógica del límite (1991)
- El cansancio de occidente (conversació amb Rafael Argullol) (1992)
- La edad del espíritu (1994)
- Pensar la religión (1997)
- Vértigo y pasión (1998)
- La razón fronteriza (1999)
- Ética y condición humana (2000)
- Ciudad sobre ciudad. Arte, religión y ética en el cambio de milenio (2002)
- El canto de las sirenas: argumentos musicales (2007)
- Creacions filosòfiques (2009), en dos volums, agrupa i ordena la columna vertebral de tot el seu pensament.
- La imaginación sonora (2010)

## Premis i reconeixements
Ha obtingut nombrosos guardons i reconeixements honorífics a la seva tasca creadora, entre els quals es destaquen: 
- El 1974, amb ocasió de la publicació del seu llibre Drama e identidad, rep el Premi Nueva Crítica.[9]
- El 1975, el Premi Anagrama d'Assaig, per El artista y la ciudad.[10]
- El 1983, el Premi Nacional d'assaig de les Lletres Espanyoles, per Lo bello y lo siniestro.[11]
- El 1995, el Premi Ciutat de Barcelona, per La edad del espíritu.[11]
- El 1995, el Premi Internacional Friedrich Nietzsche, per la seva tasca filosòfica; aquest guardó (que s'ha atorgat a figures com Popper, Rorty o Derrida) ve a ser, en la seva absència, un equivalent al «Premi Nobel de Filosofia», sent l'únic premi internacional que es concedeix a un pensador en reconeixement del conjunt de la seva trajectòria. Eugenio Trías és l'únic filòsof en llengua castellana que, fins ara, ha rebut aquest premi.[12][13]
- El 1997 li concedeixen la Medalla de la Ciutat de Buenos Aires.[1]
- El 2000 la Universitat Autònoma de Santo Domingo (República Dominicana) li concedeix el títol de doctor honoris causa.[1]
- El 2003 rep el títol de doctor honoris causa per la Universitat de San Marcos de Lima.[1]
- El 2004 rep la Medalla d'Or del Cercle de Belles Arts de Madrid.[14]
- El 2006 rep el doctor honoris causa per la Universitat Autònoma de Madrid junt amb José Saramago.[15]
- El 2008 rep el Premi Internacional Terenci Moix per El canto de las sirenas: argumentos musicales.[16]
- El 2009 rep el premi periodístic Mariano de Cavia, per l'article publicat per l'ABC el 2008 sota el títol «El gran viaje».[17]
- Ha estat vicepresident del patronat del Museu Nacional Centre d'Art Reina Sofia de Madrid.[18]
- El 2010 li van concedir el Premi a la Creació d'Extremadura, que s'atorga a les creacions en tots els camps.[19]